# صوفيا إليس
صوفيا إليس (بالإنجليزية: Sophia Ellis)‏ هي راقصة وممثلة بريطانية، ولدت في 30 أغسطس 1978 بلندن في المملكة المتحدة.

## وصلات خارجية
- صوفيا إليس على موقع IMDb (الإنجليزية)
- صوفيا إليس على موقع قاعدة بيانات الفيلم (الإنجليزية)